# Parabotia bimaculata
Parabotia bimaculata är en fiskart som beskrevs av Chen, 1980. Parabotia bimaculata ingår i släktet Parabotia och familjen nissögefiskar. Inga underarter finns listade i Catalogue of Life.